# Josef Šroubek
Josef "Boban" Šroubek (Praga, Imperi Austrohongarès, 2 de desembre de 1891 - Praga, 29 d'agost de 1964) va ser un jugador d'hoquei sobre gel i futbolista txecoslovac que va competir a començaments del segle xx.
El 1920, un cop superada la Primera Guerra Mundial, va prendre part en els Jocs Olímpics d'Anvers, on guanyà la medalla de bronze en la competició d' hoquei sobre gel. Fou l'autor del gol que li va valdre la medalla en guanyar a Suècia en el partit pel tercer lloc per 1 a 0. El 1924, als Jocs d'hivern de Chamonix, i el 1928, a Sankt Moritz, finalitzà en cinquena posició en la mateixa competició.
Va guanyar quatre edicions del Campionat d'Europa d'hoquei sobre gel, el 1911 representant Bohèmia i el 1922, 1925 i 1929 representant Txecoslovàquia.
Com a jugador de futbol jugà a l'AC Sparta Praga, SK Slavia Praga, FK Viktoria Žižkov i SK Židenice. El 1921 va disputar un partit amistós amb la selecció nacional de Txecoslovàquia.

## Referències

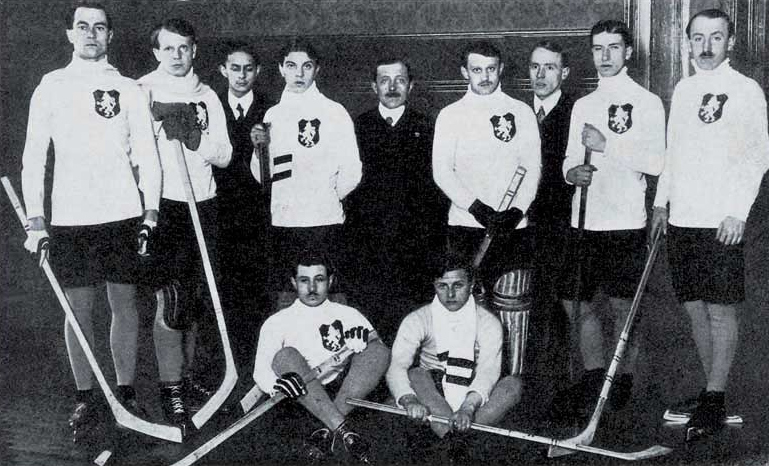
Selecció de Bohèmia el 1911. Šroubek al darrere, quart per l'esquerra.